# Marne

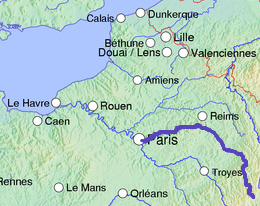
Karta över Marne.

Marne är en flod i nordöstra Frankrike, biflöde till Seine. Flodens längd är 525 km, medan avrinningsområdet är cirka 12 800 km². Marne tar sin början vid Langres, rinner mot nordväst, passerar bland annat staden Châlons-en-Champagne, viker av i en mer västlig och slutligen västsydvästlig bana för att mynna i Seine vid Paris. Medelflödet vid mynningen är cirka 100 m³/s.
Det första slaget vid Marne var år 1914 och det andra år 1918 under första världskriget.